# ナゴヤキャッスル
株式会社ナゴヤキャッスル（英: NAGOYA CASTLE CO.,LTD.）とは、愛知県名古屋市西区に本社を置き、2021年6月までホテルやレストランなどを運営していた企業。興和の連結子会社である。

## 沿革
- 1955年（昭和30年）8月17日 - 株式会社国際観光ホテルニューナゴヤを設立する。
- 1972年（昭和47年） - 商号を株式会社国際観光ホテルナゴヤキャッスルに変更する。
- 1997年（平成9年）11月 - スターウッドホテル&リゾート（現・マリオット・インターナショナル）とフランチャイズ契約を締結[6]。
- 2005年（平成17年）
  - 3月 - 愛・地球博迎賓館・レセプションホールを運営する。
  - 10月1日 - 商号を株式会社ナゴヤキャッスルに変更する。
- 2013年（平成25年）9月20日 - 筆頭株主の毎日新聞社が興和に持株（35%）を譲渡。興和系列になる[7]。
- 2018年（平成30年）1月31日 - マリオット・インターナショナルとのフランチャイズ契約の期間満了[6]。
- 2021年（令和3年）7月1日 - 興和の完全子会社であるエスパシオ株式会社（同日付でエスパシオエンタープライズ株式会社に商号変更）にホテル事業および料飲事業を承継[8][9]。

## 事業所

### ホテル
- ホテルナゴヤキャッスル
- キャッスルプラザ

### レストラン
- ブルーエッジ - ミッドランドスクエア41階
- バロンザステーキ - ミッドランドスクエア4階
- 南山カントリークラブ食堂
- ウィンザー - ディースクエアー（愛知県刈谷市）

## グループ会社
- 株式会社ホテル豊田キャッスル（ホテルトヨタキャッスル）
- 株式会社キャッスルサービス